# Ellmendinger Roggenschleh
Das Naturschutzgebiet Ellmendinger Roggenschleh liegt auf dem Gebiet der baden-württembergischen Gemeinde Keltern im Enzkreis.

## Kenndaten
Das Gebiet wurde mit Verordnung des Regierungspräsidiums Karlsruhe vom 29. Dezember 1989 als Naturschutzgebiet ausgewiesen. Das NSG wird unter der Schutzgebietsnummer 2.125 geführt. Der CDDA-Code für das Naturschutzgebiet lautet 162926 und entspricht der WDPA-ID.

## Lage
Das Naturschutzgebiet hat eine Größe von 21,8 ha, es liegt am nordwestlichen Ortsrand des Kelterner Ortsteils Ellmendingen und gehört zum Naturraum 125-Kraichgau innerhalb der naturräumlichen Haupteinheit 12-Gäuplatten im Neckar- und Tauberland.
Es wird eingeschlossen von dem rund 2.206 Hektar großen Landschaftsschutzgebiet Nr. 2.36.038 – Kelterner Obst- und Rebengäu und ist außerdem Teil des 1.789 Hektar großen FFH-Gebiets Nr. 7017–341 Pfinzgau Ost.

## Schutzzweck
Schutzzweck ist die Erhaltung und Entwicklung eines durch unterschiedliche Bodenwasserverhältnisse, Bodenzusammensetzungen und Nutzungen sehr differenziert strukturierten Feuchtgebietes im Mündungsbereich des Arnbaches in die Pfinz aus ökologischen und wissenschaftlichen Gründen.